# Elecciones generales de Bolivia de 1917
Las elecciones generales de Bolivia de 1917 se llevaron a cabo en todo el país el día domingo 6 de mayo de 1917, con el objetivo de elegir al futuro Presidente de Bolivia para el periodo constitucional 1917-1921. Alrededor 84 831 personas acudieron a las urnas para depositar su voto con el sistema electoral de voto calificado. Se presentaron dos candidatos; José Gutiérrez Guerra representando al Partido Liberal y José María Escalier representando al Partido Republicano. 
El candidato José Gutiérrez ganó esos comicios con más del 88 % de la votación total, logrando obtener el apoyo de 73 705 votos, siendo de esta manera declarado como el nuevo presidente electo democráticamente, mediante Ley del 14 agosto, asumiendo oficialmente la Presidencia de Bolivia el 15 de agosto de 1917.